# Lordomyrma cryptocera
Lordomyrma cryptocera är en myrart som beskrevs av Carlo Emery 1897. Lordomyrma cryptocera ingår i släktet Lordomyrma och familjen myror.

## Underarter
Arten delas in i följande underarter:
- L. c. accuminata
- L. c. cryptocera